# Cavallino
Cavallino je italská obec v provincii Lecce v oblasti Apulie.
K 31. březnu 2012 zde žilo 12 684 obyvatel.

## Sousední obce
Caprarica di Lecce, Lecce, Lizzanello, San Cesario di Lecce, San Donato di Lecce